# Partit Verd d'Aotearoa Nova Zelanda
El Partit Verd d'Aotearoa Nova Zelanda (en anglès: Green Party of Aotearoa New Zealand; en maori: Rōpū Kākāriki o Aotearoa) és un partit polític neozelandès amb representació parlamentària. Es preocupa principalment amb l'ecologisme, ja que la política del partit argumenta que tots els altres aspectes de la humanitat cesaran d'ésser importants si no hi ha un medi ambient sostenible. La plataforma del partit es basa en l'economia ecològica, polítiques socials progressistes, la democràcia participativa i la no-violència.
El partit actualment és coliderat per James Shaw i Marama Davidson. El partit té sempre com a colíders una dona i un home. Després del Partit Nacional i el Partit Laborista, el Partit Verd és el partit amb més escons a la Cambra de Representants, amb 14 escons d'un total de 121. Ha format part de l'oposició des de les eleccions de 2002.

## Polítiques
El Partit Verd generalment es concentra principalment amb qüestions ecològiques. Recentment el partit ha expressat preocupació amb la mineria dels parcs nacionals, l'aigua potable, el canvi climàtic, el pic petrolier, i l'alliberament d'organismes genèticament modificats. Han argumentat, a més, d'estar en suport dels drets humans, i en contra d'operacions militars dels Estats Units a l'Afganistan i l'Iraq.
En les polítiques econòmiques, el Partit Verd veu important factors com a la sostenibilitat, impostos per als costs de la pol·lució, i comerç just. El partit afirma que l'èxit econòmic s'hauria de mesurar en el benestar i no pas indicadors econòmics analítics.

## Carta de fundació
El següent és la carta o document de fundació del Partit Verd d'Aotearoa Nova Zelanda, traduïda de l'anglès:
El Partit Verd d'Aotearoa Nova Zelanda accepta el Tractat de Waitangi com al document fundador d'Aotearoa Nova Zelanda; reconeix els maoris com al poble indígena a Aotearoa Nova Zelanda; i es compromet als següents quatre principis:
Saviesa ecològica:
La base de saviesa ecològica és que els éssers humans són part del món natural. El món és finit i, per tant, els materials il·limitats no són. La sostenibilitat ecològica és crucial.
Responsabilitat social:
Els materials il·limitats no són. Per tant, la clau per a la responsabilitat social és la distribució justa de recursos socials i naturals, tant localment com globalment.
Preses de decisions adients:
Per a la implementació de la saviesa ecològica i la responsabilitat social, les preses de decisions directament seran fetes al nivell adient per aquells afectats.
No-violència:
La no-violència és el procés amb el qual es resolen conflictes sobre la saviesa ecològica, la responsabilitat social i les preses de decisions adients. Aquest principi s'aplica sempre.

## Història

### 1972-1990: fundació

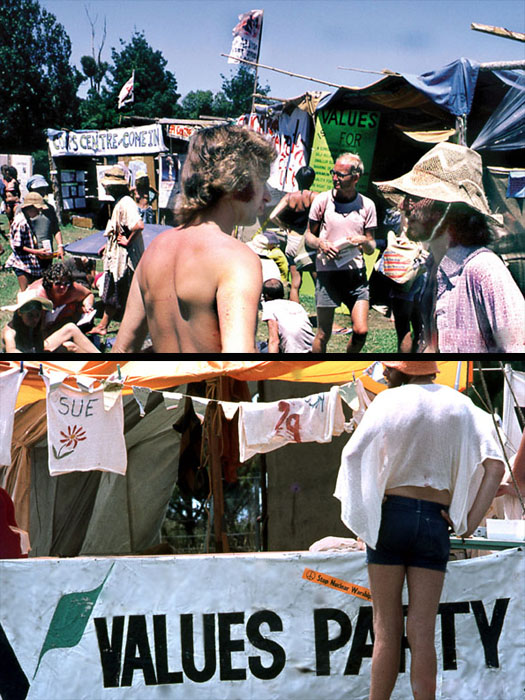
El Partit dels Valors fent campanya

El Partit Verd té els seus orígens al Partit dels Valors, considerat el primer partit ecologista de nivell nacional del món. El Partit dels Valors originà el 1972 a la Universitat Victòria de Wellington. Tot i que guanyava suport cada cop més, amb el sistema electoral majoritari significà que aquest no guanyaria escons al parlament. Alguns dels fundadors del Partit Verd, notablement Jeanette Fitzsimmons, Rod Donald i Mike Ward, van ser membres actius del Partit dels Valors durant els moviment nacional i internacional favorint l'ecologisme a la dècada de 1970.
El maig de 1990, el poc que quedava del Partit dels Valors es va unir amb altres organitzacions ecològiques per a formar l'actual Partit Verd. Això recreà suport per l'ecologisme i el partit, amb el nou grup guanyant un 6,85% del vot (però cap escó) en les eleccions de 1990.

### 1991-1997: anys de l'Aliança
L'any següent el Partit Verd va ser el cofundador de l'Aliança, una agrupació de cinc partits consistint a més dels Demòcrates, els Liberals, Mana Motuhake i NewLabour. El Partit Verd va participar en les eleccions de 1993 i 1996 com a part de l'Aliança.
Fins a la conferència anual de 1995 a Taupo, el Partit Verd no tenia líders electes en l'Aliança. En aquella conferència, Fitzsimmons va ser elegida sense oposició com a la dona colíder, i Donald derrotà a Joel Cayford i Mike Smith per a esdevenir l'home colíder.
Amb l'adopció del sistema electoral de representació proporcional mixta el 1996, l'Aliança va entrar al parlament amb tres parlamentaris del Partit Verd: Fitzsimmons, Donald i Phillida Bunkle.
El 1997 veient que formant part de l'Aliança els seus punts de vista ja no tenien tanta importància, els membres de Partit Verd van prendre la decisió de fer campanya a les següents eleccions independentment de l'Aliança. Tot i que la majoria de membre del Partit Verd deixaren l'Aliança, Bunkle decidí quedar-se amb aquell partit. Per altra banda, dos parlamentaris de l'Aliança decidiren anar-se'n amb el Partit Verd per a les següents eleccions, Sue Bradford i Keith Locke.

### 1999-2002: primers escons al parlament
En les eleccions de 1999, el Partit Verd rebé el 5,16% del vot nacional i set escons al Parlament. Jeanette Fitzsimmons, a més, guanyà en la circumscripció electoral de Coromandel. Tot i així, el resultat final de les eleccions tan sols va quedar clar després del recompte de vots especials, significant pel partit que haurien d'esperar deu dies abans que els encarregats oficials poguessin confirmar quants escons tenia el partit. Durant aquests deu dies, el Partit Laborista concluí formar una coalició amb l'Aliança que exclouria el Partit Verd. Tanmateix, el partit estava a favor que el govern formés un acord de confiança en el que el Partit Verd estaria amb el govern quan el govern estigués amb el partit. L'acord informal significà que el partit tindria dret a donar la seva opinió sobre el pressupost i la legislació del govern. Això va dur al partit a rebre $15 milions en el primer pressupost del govern per a principis ecològics i d'energies sostenibles. Durant aquest legislatura el Partit Verd desenvolupà una bona relació amb el govern i tingué dret a argumentar i canviar les polítiques del govern.

### 2002-2005: nou escons i a l'oposició
En les eleccions de 2002 el Partit Verd rebé el 7,00% del vot, increment el nombre d'escons del partit a un total de nou. Tot i guanyar nou escons, el Partit Verd perdé en la circumscripció de Coromandel. La campanya electoral veié fortes tensions entre el Partit Verd i el Partit Laborista; el Partit Verd criticaren fortament al Partit Laborista pels seus plans per permetre que una moratòria sobre enginyeria genètica expirés, i creient que el Partit Laborista requeriria el seu suport per a formar un govern, van intentar fer aquesta moratòria un acord no negociable entre els dos. Després de les eleccions, però, el Partit Laborista i el Partit Progressista liderat per Jim Anderton van optar a obtenir suport per part d'Unit Futur, un partit amb ideologies cristianes i conservadores.
Tot i que el partit ja no tenia la possibilitat de debatre o argumentar el pressupost del govern, van mantenir una relació amicable amb el govern en què treballaven prop, i el Partit Verd va seguir essent involucrat en el procés legislatiu. Sovint el govern necessitava confiar en vots del partit a la Cambra de Representants per a passar legislatura no aprovada per Unit Futur. El govern va rebre lloança per ser capaç de balançar els dos partits ideològicament diferents.

### 2005-2008: sis escons i mort de Rod Donald
En les eleccions de 2005 el Partit Verd va rebre el 5,30% del vot, equivalent a sis escons al parlament. Tot i expressar suport clar pel Partit Laborista i un govern liderat per aquest partit, van ser exclosos de la coalició resultant, degut a una negativa d'Unit Futur i Nova Zelanda Primer de treballar amb el partit al gabinet del govern. Això no obstant, foren capaços de negociar un acord de cooperació que veié limitat opinió en el pressupost del govern i poca consulta amb el partit sobre les polítiques del govern. Ambdós colíders van ser nomenats com a portaveus del govern fora del gabinet, amb Fitzsimmons responsable per formes d'energia sostenibles.
Amb la mort de Donald el dia abans de la primera sessió parlamentària, Nándor Tánczos va ocupar l'escó vacant. La posició de colíder del partit va quedar vacant fins que Russel Norman va ser votat com a colíder al míting anual del partit. Els altres contendents per a aquesta posició eren Nándor Tánczos, David Clendon i Mike Ward.

### 2008-2011: de nou nou escons
En les eleccions de 2008 el Partit Verd van rebre un increment de vots, acabant amb el 6,72% del vot. Tot i que la majoria del país votà pel Partit Nacional i altres partits de centredreta i dreta, el Partit Verd va ser capaç de guanyar tres escons més que en les eleccions de 2005. Entre el 2008 i el 2011 el Partit Verd fou el tercer partit amb més escons al parlament neozelandès.
El maig de 2009 el Partit Verd va fer un vot per a decidir la nova dona colíder del partit. La nova colíder va ser anunciada de ser Metiria Turei, una parlamentària maori que havia estat al parlament des del 2002.

### 2011-actualitat: 250.000 vots i catorze escons
En les eleccions de 2011 el partit aconseguí rebre quasi un quart de milió de vots, 247.370 vots en total; el Partit Verd va rebre l'11,06% del vot nacional i 14 escons al parlament. Aquest nombre significà un rècord pel partit i fou capaç gràcies a la campanya a nivell nacional que volia que els neozelandesos votessin per a candidats del Partit Laborista en cada circumscripció electoral però pel Partit Verd en el vot de partit.

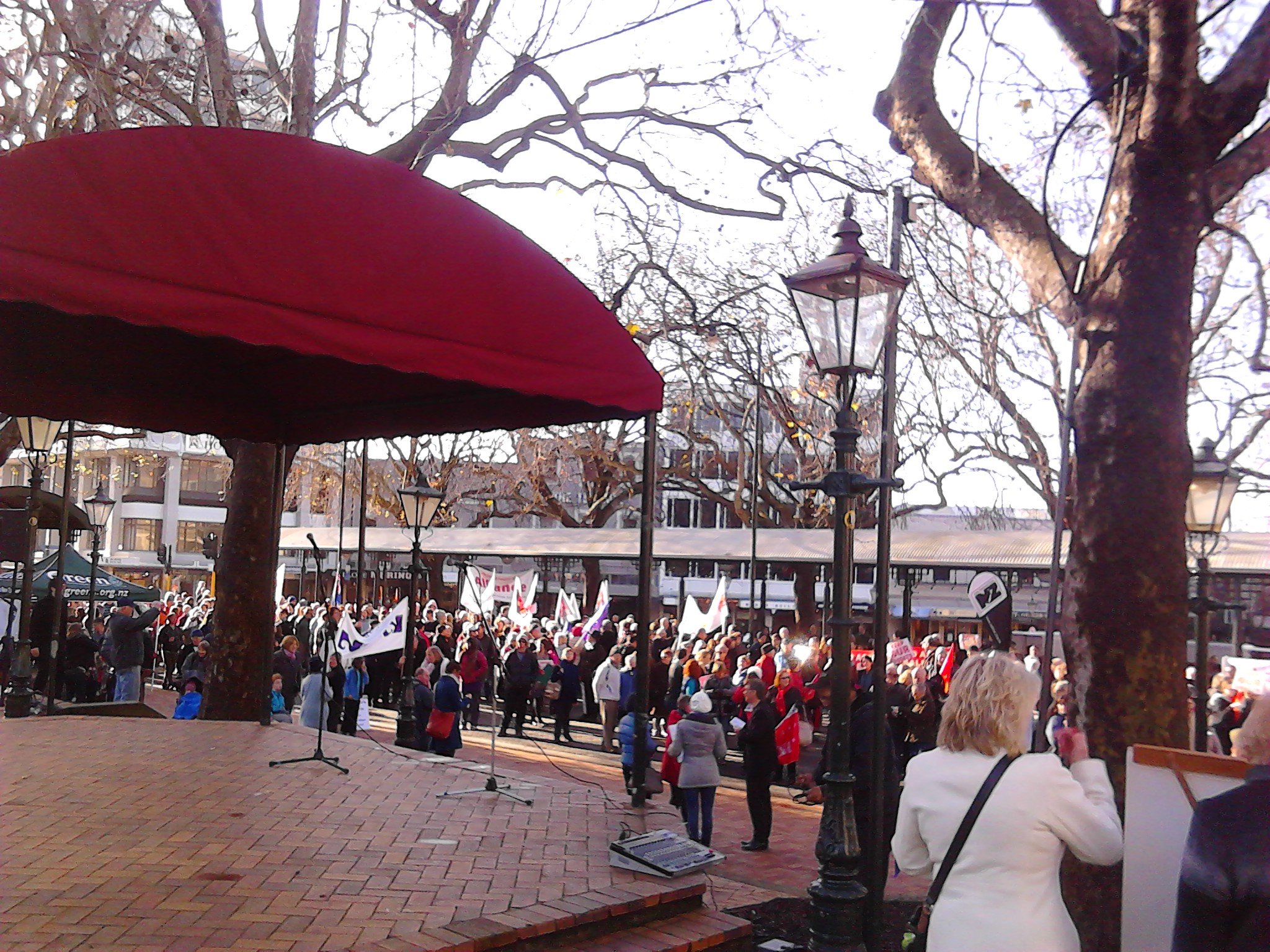
Protesta «Keep Our Assets» a Dunedin en contra de la venda de diverses companyies públiques neozelandeses

Des d'aleshores el Partit Verd ha estat una peça clau en l'anomenada «Keep Our Assets campaign» (campanya per a quedar-nos els nostres béns). El govern neozelandès planeja vendre diverses companyies neozelandeses d'energies renovables, venent fins al 49% de les accions en cadascuna. El Partit Verd, juntament amb el Partit Laborista, ha fet campanya en contra del plan del govern amb un referèndum iniciat pels ciutadans o «citizens-initiated referendum» que permet als ciutadans neozelandesos convocar un referèndum nacional si aquests aconsegueixen reunir firmes d'un 10% dels votants registrats amb el comitè d'eleccions neozelandès. Amb uns 3.100.000 votants registrats a Nova Zelanda, això requeriria 310.000 firmes a favor de convocar un referèndum. La campanya va començar el maig de 2012 i té un any per reunir les firmes. El 27 de juliol de 2012, la campanya tenia un total de 200.000 firmes a favor de convocar un referèndum.
El juliol de 2012 la Cambra de Representants va començar el procés de legalitzar (o deixar il·legalitzat) el matrimoni homosexual. Els parlamentaris hi votaren en primera lectura a l'agost i en segona en març de 2013. Tots catorze parlamentaris del partit vers votaren a favor del matrimoni homosexual. En les eleccions de 2014 va retenir els 14 escons, i va baixar a vuit en les de 2017, participant en el govern liderat per la laborista Jacinda Ardern, i en què també participa Nova Zelanda Primer.

## Resultats electorals

### Parlament
| Any  | Vots    | %      | Pos. | Escons   | ± | Govern            |
| ---- | ------- | ------ | ---- | -------- | - | ----------------- |
| 1990 | 124,915 | 6.9%   | 3r   | 0 / 97   | = | Extraparlamentari |
| 1993 | 350,063 | 18.2%  | 3r   | 0 / 99   | = | Extraparlamentari |
| 1996 | 209,347 | 10.1%  | 4t   | 3 / 120  | 3 | Oposició          |
| 1999 | 106,560 | 5.2%   | 5è   | 7 / 120  | 4 | Suport            |
| 2002 | 142,250 | 7.0%   | 5è   | 9 / 120  | 2 | Oposició          |
| 2005 | 120,521 | 5.3%   | 4t   | 6 / 121  | 3 | Coalició          |
| 2008 | 157,613 | 6.7%   | 3r   | 9 / 122  | 3 | Oposició          |
| 2011 | 247,372 | 11.1%  | 3r   | 14 / 121 | 5 | Oposició          |
| 2014 | 257,356 | 10.7%  | 3r   | 14 / 121 | = | Oposició          |
| 2017 | 162,443 | 6.3%   | 4t   | 8 / 120  | 6 | Suport            |
| 2020 | 226,754 | 7.9%   | 3r   | 10 / 120 | 2 | Coalició          |
| 2023 | 242,845 | 10.77% | 3r   | 14 / 122 | 5 | Oposició          |

## Líders
El Partit Verd té una política que ordena que ha d'haver sempre un home i una dona com a colíders. Des del 1995 el partit ha tingut dos homes colíders i dos dones colíders.
| No. | No. | Nom           | Retrat | Mandat      | Mandat           | No. | No.             | Nom                 | Retrat       | Mandat        | Mandat      |
| --- | --- | ------------- | ------ | ----------- | ---------------- | --- | --------------- | ------------------- | ------------ | ------------- | ----------- |
|     | 1   | Rod Donald    |        | 21 May 1995 | 6 November 2005† |     | 1               | Jeanette Fitzsimons |              | 21 May 1995   | 30 May 2009 |
|     | 2   | Russel Norman |        | 3 June 2006 | 30 May 2015      |     | 1               | Jeanette Fitzsimons |              | 21 May 1995   | 30 May 2009 |
|     | 2   | Russel Norman |        | 3 June 2006 | 30 May 2015      | 2   | Metiria Turei   |                     | 30 May 2009  | 9 August 2017 |             |
|     | 3   | James Shaw    |        | 30 May 2015 | incumbent        | 2   | Metiria Turei   |                     | 30 May 2009  | 9 August 2017 |             |
|     | 3   | James Shaw    |        | 30 May 2015 | incumbent        | 3   | Marama Davidson |                     | 8 April 2018 | incumbent     |             |

## Parlamentaris

### Actuals parlamentaris
Els resultats finals de les eleccions de 2011 significaren per al Partit Verd 14 escons (14 parlamentaris) a la Cambra de Representants. La taula següent els mostra en ordre del seu rànquing en la llista de parlamentaris en l'elecció.
|    | Parlamentari        | Imatge              | Termini | Circumscripció electoral |
| -- | ------------------- | ------------------- | ------- | ------------------------ |
| 1  | Metiria Turei       | Metiria Turei       | 2002-   | Dunedin North            |
| 2  | Russel Norman       | Russel Norman       | 2008-   | Rongotai                 |
| 3  | Kevin Hague         | Kevin Hague         | 2008-   | West Coast-Tasman        |
| 4  | Catherine Delahunty | Catherine Delahunty | 2008-   | Coromandel               |
| 5  | Kennedy Graham      | Kennedy Graham      | 2008-   | Ilam                     |
| 6  | Eugenie Sage        | Eugenie Sage        | 2011-   | Selwyn                   |
| 7  | Gareth Hughes       | Gareth Hughes       | 2010-   | Ōhariu                   |
| 8  | David Clendon       | David Clendon       | 2009-   | Mount Albert             |
| 9  | Jan Logie           | Jan Logie           | 2011-   | Mana                     |
| 10 | Steffan Browning    | Steffan Browning    | 2011-   | Kaikōura                 |
| 11 | Denise Roche        | Denise Roche        | 2011-   | Auckland Central         |
| 12 | Holly Walker        | Holly Walker        | 2011-   | Hutt South               |
| 13 | Julie Anne Genter   | Julie Anne Genter   | 2011-   | Mount Roskill            |
| 14 | Mojo Mathers        | Mojo Mathers        | 2011-   | Christchurch East        |

### Antics parlamentaris
|   | Parlamentari        | Imatge              | Termini   | Circumscripció electoral |
| - | ------------------- | ------------------- | --------- | ------------------------ |
| 1 | Jeanette Fitzsimons | Jeanette Fitzsimons | 1996-2010 | Coromandel               |
| 2 | Rod Donald          | Rod Donald          | 1996-2005 | Banks Peninsula          |
| 3 | Nándor Tánczos      | Nándor Tánczos      | 1999-2008 | Auckland Central         |
| 4 | Ian Ewen-Street     |                     | 1999-2005 | Kaikōura                 |
| 5 | Mike Ward           | Mike Ward           | 2002-2005 | Nelson                   |
| 6 | Sue Bradford        | Sue Bradford        | 1999-2009 | East Coast Bays          |
| 7 | Sue Kedgley         | Sue Kedgley         | 1999-2011 | Wellington Central       |
| 8 | Keith Locke         | Keith Locke         | 1999-2011 | Epsom                    |